# 陸子玄
陸子玄（1993年6月27日—）暱稱子玄、Lois、614（Lois的諧音），女，臺灣網路紅人、藝人、模特兒、YouTube遊戲主播、Twitch實況主，常在兩大平台輪流直播遊戲。平時主要經營Instgram、Facebook 和YT網路自媒體影片創作者。

## 經歷
2018年於其表姐解婕翎之直播中爆紅 。曾隸屬於就將娛樂旗下女團Fami girl。
- 2022/7/27 受邀 搶先在香堤大道的小米新品活動，主題為「探索米星系 智慧生活+小米快閃店 」[4]登上小米智慧星系。

- 2023/10/07 出席草爺仁德親子樂園娃娃機店剪綵活動[5]，並擔任一日娃娃機小天使。
- 2023/09/17 出席 新竹場次的【宏碁開學暨IGD活動】[6][7]，首次擔任一日店長 。
- 2024/03/17 出席【三星傳說女神盃】[8]活動，代表高雄場-電競女神 。
- 2024/10/06 擔任寶島神很大節目主持人之一[9](桃園護國宮 太子忠孝文化季-安魂路祭 五夜暗訪) 。
- 2025/01/26 出席 Ubisoft 於台北國際電玩展大會主舞台，舉辦的《虹彩六號》「社群感謝祭」活動 [10]。

## 自媒體網路作品及參與節目

### YT平台-作品系列
| 節目名稱               | 集數 | 備註     |
| ---------------------- | ---- | -------- |
| 《地獄天使的教室》     | 10   | 已結束   |
| 《誰來帶陸》           | 9    |          |
| 姊妹系列               |      |          |
| 《87姊妹說走就走》     | 6    | 輪流上片 |
| 《87姊妹說走就走vlog》 | 69   | 輪流上片 |

### 網路合作節目
| 平台                 | 節目名稱                                                                                      | 主持人          | 播映時間                   |
| -------------------- | --------------------------------------------------------------------------------------------- | --------------- | -------------------------- |
| Podcast              | 你家翎居                                                                                      | 解婕翎          | 2020年—2021年8月25日       |
| YouTube              | 女生宿舍--女生私密生活                                                                        | 解婕翎          | 2020年—至今                |
| YouTube              | 高雄吃吃喝喝我來了！沒想到高雄有這些地方可以玩 (介紹高雄鹽埕元宇宙)--高雄市政府經濟發展局邀請 | 解婕翎          | 2022年11月1日              |
| YouTube              | 玩到自然醒--                                                                                  | 安安邊緣子-阿憲 | 2023年—至今                |
| YouTube              | 魔物獵人Now                                                                                   | 安安邊緣子-阿憲 | 2023年—至今                |
| YouTube              | Pokeman tcg pocket                                                                            | 安安邊緣子-阿憲 | 2023年—至今                |
| YouTube              | 看你老墓                                                                                      | 司徒            | 2023年2月24日              |
| TVBS 歡樂台、YouTube | 小姐姐請回答                                                                                  | 曾菀婷          | 2024年11月15日（最後一輯） |
| YouTube 、Podcast    | 為民也有約                                                                                    | 陳為民          | 2024年—至今                |
| YouTube              | 含羞草日記系列--                                                                              | 草爺            | 2024年—至今                |
| YouTube              | 送幸福特派員                                                                                  | 草爺            | 2024年—至今                |
| YouTube              | 酒精麻將                                                                                      | 草爺            | 2024年—至今                |
| YouTube              | 含羞草營業中                                                                                  | 草爺            | 2024年—至今                |

##### 直播節目-系列
| 節目名稱                      |
| 《艾爾登法環 黑夜君臨》       |
| 《仁王2》                     |
| 《艾爾登法環》                |
| 《黑神話：悟空》              |
| 《Garena 傳說對決》           |
| 《GTA V 俠盜獵車手》          |
| 《英雄聯盟》League of Legends |
| 《虹彩六號：圍攻行動》R6      |
| 《永恆輪迴：黑色倖存者》      |
| 《PUBG 絕地求生》             |
| 《世紀帝國4》                 |
| 《魔物獵人系列》              |
| 《永劫無間》                  |
| 《APEX》                      |
| 《大富翁10》                  |

## 音樂相關作品
- 2021/09/13 參與魏嘉瑩 Arrow Wei【要怎麼告訴你我多喜歡】的MV演出，演出者：林柏宏 含羞草(草爺) 陸子玄 夫夫之道  。
- 2022/03/14 參與 草爺演唱的【愛人啊】MV片段演出 。
- 2023/01/29 單曲翻唱 汪蘇瀧 - 萬有引力，影片全名為【「萬有引力」TIKTOK神曲「我們的愛情是丘比特安排的遊戲，還是月下老人他傻傻分不清」子玄COVER】 。

## 公益活動
- 2021/05/10  與徐芷奇、王郁熙 攜手擔任紅心字會傳愛大使[11]，首度於媒體公開亮相。

- 2024/09/05 出席以紅心字會公益大使的身分，接受新聞專訪 。[12]關於台灣第一位女中醫莊淑旂第三代傳人莊美如所開設的「轉大人」創始實體店開幕暨紅心字會公益捐贈活動。
- 2024/11/29 同草爺、林岱縈等人和三立《寶島神很大》團隊攜手為慶祝中華隊在世界棒球12強賽奪得冠軍，除於艋舺青山宮廟前發放222份豬腳[13]，北中南共計666份豬腳回饋社會。

## 外部連結
- 陸子玄-Facebook專頁
- 陸子玄-Instagram專頁
- 陸子玄-YouTube頻道 （页面存档备份，存于）
- 陸子玄-twitch頻道 （页面存档备份，存于）
- 陸子玄-tiktok頻道